# Oxycorynus nigripes
Oxycorynus nigripes is een keversoort uit de familie Belidae. De wetenschappelijke naam van de soort is voor het eerst geldig gepubliceerd in 1959 door Kuschel.